# Nantimont
Nantimont est un village de la commune belge de Habay situé en Région wallonne dans la province de Luxembourg.

## Géographie
Nantimont est bordé au nord et à l’est par l’autoroute A4 et est accessible par la route nationale 87 au sud-est, cette dernière étant connectée à la sortie 29 toute proche de l’autoroute où se trouvent le zoning industriel Les Coeuvins et la station de contrôle technique automobile de Habay.